# Peter Crouch
Peter James Crouch (* 30. Januar 1981 in Macclesfield, England, Vereinigtes Königreich) ist ein ehemaliger englischer Fußballspieler, der zuletzt beim FC Burnley spielte.

## Vereinskarriere
Im Sommer 2000 unterschrieb Crouch einen Profivertrag bei den Queens Park Rangers. Obwohl er zehn Tore erzielt hatte, stieg der Verein ab. Folglich musste sich QPR von einigen Spielern trennen, und Crouch wurde für 1,25 Millionen Pfund an den FC Portsmouth abgegeben. Mit 18 Toren in 37 Spielen machte er auf sich aufmerksam, und Aston Villa kaufte ihn 2002 für fünf Millionen Pfund. Hier konnte er sich allerdings nicht durchsetzen und wurde an Norwich City verliehen, um Spielpraxis zu sammeln.
2004 verkaufte Aston Villa Crouch für zwei Millionen Pfund an den FC Southampton, bei dem er einen Vierjahresvertrag unterschrieb. In 27 Ligaspielen gelangen ihm 12 Tore, und nachdem der Verein aus der Premier League abgestiegen war, zeigte der FC Liverpool Interesse. Im Sommer 2005 wurde Crouch für sieben Millionen Pfund zum damaligen Champions-League-Sieger transferiert, bei dem er wiederum einen Vierjahresvertrag unterzeichnete. 2006 gewann er mit dem Verein den FA Cup und das Community Shield.
Im Sommer 2008 wechselte er zum FC Portsmouth, 2009 zu seinem alten Verein Tottenham Hotspur. Dort erhielt Crouch einen Fünfjahresvertrag.
Ende August 2011 wechselte er zu Stoke City. Mit 53 Kopfballtoren ist er (Stand Januar 2019) der erfolgreichste Kopfballtorschütze in der Premier League. Nachdem er mit dem Verein im Sommer 2018 in die zweite Liga abgestiegen war, kehrte Crouch mit seinem Wechsel zum FC Burnley bereits ein halbes Jahr später in die Premier League zurück. Nachdem er keinen neuen Vertrag mehr erhalten hatte, gab er am 12. Juli 2019 seinen Rücktritt bekannt.

## Nationalmannschaft
Crouch wurde 1999 für die englische Mannschaft für die U-20-Weltmeisterschaft nominiert; allerdings schied man punkt- und torlos in der Vorrunde aus. Bei der U-21-Europameisterschaft in der Schweiz 2002 war er im von David Platt trainierten Team und erzielte einen Treffer.
Englands Nationaltrainer Sven-Göran Eriksson sorgte im Mai 2005 für Crouchs Nationalmannschaftsdebüt gegen Kolumbien. Sein erstes Tor gelang ihm gegen Uruguay im März 2006.
Crouch gehörte dem Kader der englischen Nationalmannschaft für die Fußball-Weltmeisterschaft 2006 in Deutschland an. Unter anderem erzielte er dabei das 1:0 gegen Trinidad und Tobago, wobei er sich, vom Schiedsrichter allerdings unbemerkt, durch Festhalten seines Gegenspielers an dessen Haaren einen unerlaubten Vorteil verschaffte.
In der Qualifikation für die Europameisterschaft 2008, für die sich England nicht qualifizierte, war Crouch mit fünf Treffern der beste Torschütze der englischen Nationalmannschaft. Im letzten Qualifikationsspiel gegen Kroatien, das die Engländer mit 2:3 verloren, war es Crouch, der in der 65. Spielminute den 2:2-Ausgleichstreffer erzielte. Zu dem Zeitpunkt wäre England für den Wettbewerb qualifiziert gewesen.
Nachdem Crouch von Englands Nationaltrainer Capello für das EM-Qualifikationsspiel im Wembley-Stadion gegen die Schweiz nicht aufgeboten worden war, trat er als Nationalspieler zurück.

## The Masked Singer
2022 wurde Crouch für die zweite Staffel des britischen Ablegers von The Masked Dancer als Mitglied im Rateteam verpflichtet. Er ersetzte den britischen Komiker Mo Gilligan, der in der ersten Staffel im Rateteam saß. Zudem war er im Halbfinale der vierten Staffel der britischen Version von The Masked Singer Gastmitglied im Rateteam.

## Privatleben
Peter Crouch ist mit dem britischen Model Abbey Clancy verheiratet. Das Paar hat vier Kinder. 